# Divididos
Divididos  er en rock en español-gruppe fra Argentina, dannet i 1988 i Buenos Aires.

## Medlemmer
- Ricardo Mollo, sang og guitar.
- Diego Arnedo, basguitar, kor.
- Catriel Ciavarella , Trommer.

## Diskografi
- 1989 - 40 dibujos ahí en el piso
- 1991 - Acariciando lo áspero
- 1993 - La era de la boludez
- 1995 - Otro le travaladna
- 1998 - Gol de mujer
- 2000 - Narigón del siglo
- 2002 - Vengo del placard de otro
- 2010 - Amapola del 66